# استشراب انجذابي
التحليل الكروماتوجرافي الانجذابي Affinity chromatography ، هي إحدى طرق فصل الجزيئات، عن طريق استخدام قدرتها على الارتباط بطريقة معينة بالجزيئات الأخرى. وتعتبر هذه الطريقة ذات استخدام خاص في فصل الجزي الحيوي. وذلك لأن العديد من الجزيئات البيولوجية ترتبط بقوة، وبطريقة معينة مع الجزيئات الأخرى – ركائزها، كوابحها، منظماتها، روابطها.. الخ. (الرابط هو جزيء يكون عادة صغيرا أو مجموعة صغيرة من الجزيئات ترتبط بجزئ كبير يكون عادة بروتينا. ويمكن اعتبار ركائز إنزيم كروابط، حيث انها ترتبط بالانزيم. وبالرغم من أنه لا يعتقد أنها تسلك هذا الطريق، لأنها بمجرد أن ترتبط، فانها تتحول إلى جزئ آخر).

## الاستعمالات
التحليل الكروماتوجرافي الانجذابي يستخدم في:
- تنقية وتركيز مادة من خليط في محلول منظم
- تقليل من مقدار مادة في خليط
- التمييز بين ما يلزم المركبات الحيوية لمادة معينة
- تنقية وتركيز محلول الانزيم.

## الأنواع

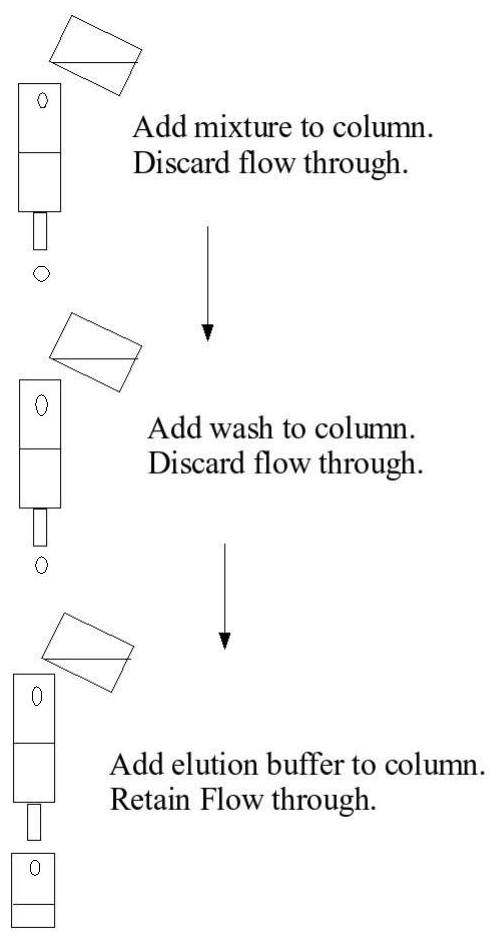
Column chromatography

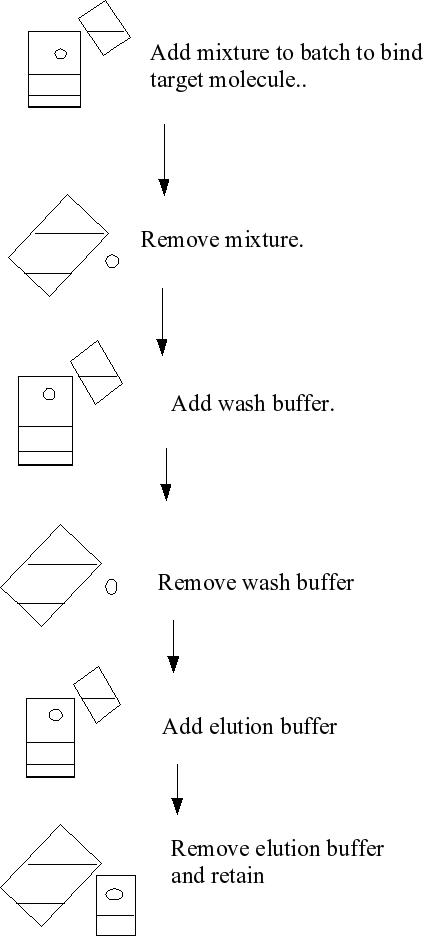
Batch chromatography

وهناك نوعان من التحليل الكروماتوجرافي الانجذابي الحيوي:

### الأول
إما أن يتجه الجزيء الحيوي، والجزئ الأصغر الذي يرتبط به، يمكن أن يلتصق به فيما بعد.

### الثاني
أو أن يتجمد الرابط الأصغر ويلتصق الجزيء الأكبر به، (وبالطبع فان اللاصق والملتصق، قد يكونان جزيئين عضويين أيضا). والشكل المتغير، هو عن طريق استخدام جسم مضاد كجزيء متجمد واستعماله في الإمساك بموروثه المضاد، وهذه العملية تسمى غالبا التحليل الكروماتوجرافي الانجذابي المناعي.
وتشتمل الجزيئيات البيولوجية المستخدمة في فصل الجزيئات الأصغر على:
- 1- الانزيمات: لفصل الركائز (وتستخدم في حالة ما إذا كانت إحدى الركائز غائبة عن الخليط، والا فان الانزيم سيحطم ما تقوم بفصله).
- 2- الأجسام المضادة: وتستخدم في فصل أي جزيء أو مجموعة جزيئات من خليط مركب.
- 3- اللكتينات: وهي بروتينات تربط سكريات معينة بطريقة قوية. وتستخدم لهذا السبب في فصل الكربوهيدرات وأي شئ يكون مرتبطا بالكربوهيدرات.
- والشكل المغير، يأتي في التحليل الكروماتوجرافي للانجذاب المزيف، إذ يكون هناك مركب مشابه للرابط البيولوجي، يكون متجمدا على مادة صلبة، وتكون إنزيم أو المواد الأخرى مرتبطة به.
- وهناك سلسلة من الصبغات العضوية المركبة، تعتبر نشطة جدا في الارتباط ببعض أنواع إنزيم (خصوصا Dehydrogenises)، بسبب تشابهها مع ركائز إنزيم الحقيقية نيكوتين أدينين ثنائي النيكلوتيد NAD أو [[نيكوتين أميد أدنين ثنائئ النيكلوتيد فوسفات NADP – ثاني نيكلوتيد أدنين أو فوسفاته (2).
- ويسمى هذا أيضا بالتحليل الكروماتوجرافي الانجذابي للرابط الصبغي. وتشتمل الطرق الأخرى على التحليل الكروماتوجرافي الانجذابي للمعدن. حيث يثبت أيون المعدن، على دعامة صلبة، ترتبط الأيونات المعدنية بشدة وطريقة موضوعية بالعديد من الجزيئيات الحيوية، ويرتبط أيون المعدن بلاقط أو مجموعة مخلبية، وهي تلك المجموعة الكيميائية التي ترتبط بالمعدن. ويكون هذا المعدن مرتبطا بها بشدة.

وتستخدم سلسلة كبيرة من المواد الدعامية، في التحليل الكروماتوجرافي الانجذابي.
ولكي تنتج مادة انجذابية، فان المادة الدعامية الصلبة، سيرتبط بها الشريك الرابط، يجب أن تكون نشطة كيميائيا. وفي هذه العملية يتم أخذ مادة كيميائية متجمدة، وتضاف اليها مجموعة كيميائية متفاعلة بحيث انه عند إضافة الجزيء الرابط الانجذابي إلى المادة الدعامية، فانه يتفاعل معها، ليكون رباطا تساهميا، والا فان المادة الانجذابية، تمحى تماما.

## التطبيقات
يستخدم التحليل الكروماتوجرافي، على نطاق واسع في مجال الأبحاث، كما يستخدم في عمليات الإنتاج، بالرغم من أن المواد تكون عادة مكلفة، عند استخدامها على نطاق واسع في عمليات التنقية، ويستخدم التحليل الكروماتوجرافي عندما يكون هناك منتج ذو قيمة، يرغب في فصله عن خليط مركب من المواد الكيمائية المتشابهة، والتي يكون فيها المنتج هو المكون الأصغر. ومن ثم قامت شركة أرمور للدوائيات وشركة باكستر للرعاية الصحية بفصل المعامل (VIII) الذي يستخدم في علاج الهيموفيليا من الدم باستخدام التحليل الكروماتوجرافي الانجذابي. وذلك بربط جسم مضاد على عمود من المادة الصلبة، وجعل البلازمات تعبر فوقه، ويستطيع المعامل (VIII) أن يلتصق، بينما لا تلتصق البروتينات الأخرى. ويكون الناتج على درجة عالية من النقاوة.

### الليكتينات Lectins
الليكتين التحليل الكروماتوجرافي الانجذابي هو شكل من أشكال التحليل الكروماتوجرافي الانجذابي حيث الليكتين يستخدم لفصل المكونات داخل العينة. الليستين، مثل كونكانافالين A
وهي بروتينات التي يمكن أن تربط جزيئات محددة من الكربوهيدرات (السكر). وهو التطبيق الأكثر شيوعا لفصل البروتين السكري من البروتينات غير الغليكوزيلاتي،
.